# Карякіна Ангеліна Олександрівна
Ангеліна Олександрівна Карякіна — українська журналістка, головна редакторка новин на Громадському телебаченні.

## Життєпис
У 2008—2011 роках працювала журналісткою та редакторкою «Газети по-українськи» й журналу «Країна», в 2012—2015 роках — кореспондентка київського бюро «Euronews». Висвітлювала протести на Майдані, війну на Донбасі, переговори у Мінську.
2015 року закінчила режисерську майстерню Сергія Буковського, знімає документальні фільми.
З 2015 року працює на «Громадському телебаченні» журналісткою та ведучою. Висвітлювала процес проти Олега Сенцова та Олександра Кольченка у Ростові-на-Дону, була співавторкою документального фільму «Етапом через пів-Землі: історія ув'язнення Сенцова та Кольченка». З червня 2016 року — шеф-редактор новин.
Разом із Настею Станко розпочала цикл розслідувань «Слідами революції» про події на Майдані. Фільм «20 лютого. Злам» отримав гран-прі фестивалю журналістських розслідувань «Mezhyhirya Fest».